# Mandalika International Street Circuit
Het Mandalika International Street Circuit is een stratencircuit in het resort Mandalika in het Indonesische regentschap Centraal-Lombok in de provincie West-Nusa Tenggara. Alhoewel het door de organisatie een stratencircuit wordt genoemd, is het grootste deel van de baan speciaal aangelegd om op te racen, terwijl er slechts een paar publieke wegen in het circuit zijn opgenomen.

## Geschiedenis
De ontwikkeling van het circuit begon in 2015; de Indonesische president Joko Widodo was aanwezig bij de eerste werkzaamheden. Voorheen organiseerde Indonesië races van het wereldkampioenschap wegrace (1996 en 1997) en het wereldkampioenschap superbike (1994 tot 1997), allemaal op het Sentul International Circuit. Vanwege de Aziatische financiële crisis werden deze races geschrapt. Het circuit van Mandalika is gebouwd om meer toeristen aan te moedigen om in het resort te verblijven, en om nieuwe toeristische bestemmingen te introduceren.
Het project kreeg veel kritiek van de Verenigde Naties, omdat er veel bewoners zouden zijn onteigend van hun huizen, stukken grond en levensonderhoud.

## Circuit
Het circuit bestaat uit zeventien bochten, zes naar links en elf naar rechts. In totaal is de baan 4320 meter lang. Het complex heeft een grootte van 120 hectare en bevat, naast het circuit, hotels en andere faciliteiten.
Als onderdeel van het onderhoud wordt een stuk grond van 3000 hectare waarin zich vegetatie bevindt aangewezen als een beschermd gebied. Dit gebied dient als achtergrond van het resort Mandalika. In dit gebied, waarin veel lokale diersoorten leven, is enkel toegankelijk voor activiteiten met weinig impact, zoals fietsen of wandelen, om zo weinig mogelijk schade aan de flora en fauna te veroorzaken.

## Evenementen
Op 23 februari 2019 werd aangekondigd dat het circuit vanaf 2022 de terugkerende Grand Prix-wegrace van Indonesië organiseert. In april 2021 kondigde het circuit aan dat de layout en de asfaltlaag klaar waren, maar dat er aan de infrastructuur nog gewerkt moest worden. Officials van het MotoGP-kampioenschap kwamen langs om het circuit te inspecteren, maar zij hadden geen race voor 2021 ingepland.
In het weekend van 13 en 14 november 2021 stonden de eerste races gepland. De Asia Talent Cup, die dat weekend zou worden gehouden, werd echter uitgesteld vanwege organisatorische problemen. Zo zouden er te weinig marshals aanwezig zijn langs het circuit, waardoor de deelnemers een onnodig hoog risico zouden lopen. Een week later werden in het kader van het wereldkampioenschap superbike en het wereldkampioenschap Supersport de eerste races op het circuit verreden, waarbij de uitgestelde Asia Talent Cup dienst deed als supportrace.